# Херби Хайд — Виталий Кличко
Херби Хайд — Виталий Кличко — боксёрский 12-раундовый поединок за титул чемпиона мира по версии WBO в тяжёлом весе, который принадлежал Хайду. Бой состоялся 26 июня 1999 года в Лондоне на стадионе Лондон-арена.
Поединок продлился менее двух раундов и завершился победой Виталия Кличко нокаутом. В первом раунде преимущество было у действующего чемпиона, но в следующей трёхминутке Виталий Кличко дважды отправил соперника в нокдаун, после чего рефери остановил поединок. Этот бой стал первым поединком за титул чемпиона мира в профессиональной карьере братьев Кличко.
После победы над Хайдом, Кличко провёл две успешные защиты титула, но потерял его в 2000 году, проиграв американцу Крису Бёрду. Бёрд недолго владел титулом, и уже в первом поединке-защите проиграл его младшему брату Виталия — Владимиру. Кличко-младший был чемпионом WBO до марта 2003 года, пока не проиграл южноафриканскому боксёру Корри Сандерсу. В 2004 году Владимир попытался завоевать вакантный титул WBO, но вновь потерпел поражение. Вернуть титул WBO ему удалось лишь в 2008 году, победив тогдашнего чемпиона Сулатана Ибрагимова. Владимир Кличко оставался чемпионом мира до ноября 2015 года, когда проиграл британцу Тайсону Фьюри.

## Предыстория и контекст. Прогнозы
Херби Хайд дебютировал на профессиональном ринге в октябре 1989 года. В своём 26-м поединке, 19 марта 1994 года, Хайд встретился в ринге с Майклом Бенттом (11-1), который на тот момент обладал титулом чемпиона мира по версии WBO. Поединок завершился в седьмом раунде победой Хайда нокаутом. 11 марта 1995 года Хайд провёл первую защиту титула, его соперником стал известный американец Риддик Боу (35-1). Поединок проходил с преимуществом Боу и завершился его победой нокаутом в 6-м раунде. В 1997 году титул чемпиона мира был объявлен вакантным и 28 июня того же года разыгран между американцем Тони Такером (54-5) и британцем Херби Хайдом (28-1). Этот бой завершился уже во втором раунде победой британского боксёра техническим нокаутом. После возвращения себе титула чемпиона мира, Хайд провёл две успешные защиты титула, победив 18 апреля 1998 года в первом раунде американца Дэймона Рида (23-1) и 26 сентября того же года победив во втором раунде немца Уилли Фишера (21-1-1).
Виталий Кличко свой первый профессиональный поединок провёл в ноябре 1996 года. К моменту поединка против Хайда на его счету было 24 досрочных победы в 24 поединках и два региональных титула — чемпиона Европы по версии EBU и интерконтинентального чемпиона по версии WBO. В октябре 1998 года Виталий Кличко победил немца Марио Шиссера (36-3-1) и завоевал титул чемпиона Европы, но эта победа не вызвала большого ажиотажа. В декабре того же года в Киеве состоялись два поединка, между Владимиром Кличко и Россом Пьюритти за титул интернационального чемпиона по версии WBC и между Виталием Кличко и Франческо Спинелли за титул чемпиона Европы по версии EBU. Первый поединок завершился поражением Кличко-младшего, а второй — победой Кличко-старшего. После этого боксёрского вечера, промоутер братьев Кличко — Клаус-Петер Коль решил сделать ставку на дальнейшее продвижение в боксёрских рейтингах Виталия Кличко. Этому должен был способствовать поединок за титул чемпиона мира по версии WBO. На тот момент титулы по версии WBO не были столь ценны как титулы по версиям WBC, WBA и IBF и по настоящему котировались лишь в Европе.
Виталий Кличко дважды попытался договориться с чемпионом WBO Хайдом о проведении поединка, но эти попытки не увенчались успехом. В итоге WBO назначила Кличко официальным претендентом на титул, это означало, что если Хайд не проведёт поединок против Кличко-старшего, то будет лишён чемпионского титула. Перед боем британский боксёр вёл себя вызывающе, он оскорблял претендента, а на пресс-конференции перед поединком попытался устроить потасовку. В итоге поединок состоялся 26 июня 1999 года в Лондоне на базе стадиона Лондон-арена. Помимо зрителей, присутствующих на стадионе в Лондоне, за поединком также наблюдало 100 000 человек в Киеве.
Российский спортивный журналист Александр Беленький, говоря о Хреби Хайде сказал, что тот боится соперников, которые превосходят его в габаритах. Как пример, он привёл его поединок против Риддика Боу. Боу, будучи на 8 сантиметров выше Хайда, нокаутировал его в 6-м раунде поединка, при этом шесть раз отправив своего визави в нокдаун.

## Ход поединка
Согласно всем трём судейским запискам первый раунд поединка со счётом 10-9 выиграл Херби Хайд, он быстро передвигался по рингу, успешно защищался от ударов претендента и, как выразился Беленький, «периодически бросался в какие-то испуганные атаки», некоторые из которых увенчались успехом. Через 35 секунд после начала второго раунда Кличко смог попасть по Хайду акцентированным ударом, что привело к падению последнего. Хайд поднялся и продолжил поединок, Виталий Кличко решил не форсировать события и не начал добивать потрясённого соперника. В середине того же раунда Кличко вновь попал по чемпиону акцентированным ударом справа и тот вновь оказался в нокдауне. Херби Хайд сумел встать на ноги, но рефери Дженаро Родригес дал отмашку о завершении поединка. В итоге победа нокаутом во 2-м раунде была присуждена Виталию Кличко.

## Андеркарт
В таблице перечислены результаты всех поединков боксёров.
В каждой строке указан результат поединка. Дополнительно номер поединка обозначен цветом, который обозначает итог поединка. Расшифровка обозначений и цветов представлена в нижеследующей таблице.
| Пример | Расшифровка                     |
| ------ | ------------------------------- |
|        | Победа                          |
|        | Ничья                           |
|        | Поражение                       |
|        | Планируемый поединок            |
|        | Поединок признан несостоявшимся |
| КО     | Нокаут                          |
| ТКО    | Технический нокаут              |
| PTS    | Решение судей (по очкам)        |
| UD     | Единогласное решение судей      |
| MD     | Решение большинства судей       |
| SD     | Раздельное решение судей        |
| RTD    | Отказ от продолжения боя        |
| DQ     | Дисквалификация                 |
| NC     | Поединок признан несостоявшимся |

| Боксёр                 | Итог боя   | Боксёр                   | Примечания                                                                                   |
| ---------------------- | ---------- | ------------------------ | -------------------------------------------------------------------------------------------- |
| Херби Хайд (31-1)      | KO2 (12)   | Виталий Кличко (24-0)    | Бой за титул чемпиона мира по версии WBO в тяжёлом весе.                                     |
| Джулиус Фрэнсис (20-7) | PTS12 (12) | Скотт Уэлш (22-3)        | Бой за титул чемпиона Британии по версии BBBofC и чемпиона стран Содружества в тяжёлом весе. |
| Орлин Норрис (49-5)    | KO1 (8)    | Пеле Рид (13-1)          | Рейтинговый поединок в тяжёлом весе.                                                         |
| Марио Вейт (23-0)      | TKO3 (8)   | Джон Пенн (6-2-1)        | Рейтинговый поединок в полутяжёлом весе.                                                     |
| Джефф МакКриш (21-5)   | PTS8 (8)   | Оджай Абрахамс (14-19-2) | Рейтинговый поединок в первом полусреднем весе.                                              |
| Токс Ово (11-1)        | TKO1 (6)   | Питер Мейсон (6-8)       | Рейтинговый поединок в тяжёлом весе.                                                         |
| Стив Мюррей (6-0)      | PTS6 (6)   | Брайан Коулман (17-75-7) | Рейтинговый поединок в первом среднем весе.                                                  |
| Мехрдуд Такало (7-2)   | KO3 (6)    | Ли Уикс (16-19-4)        | Рейтинговый поединок в первом полусреднем весе.                                              |
| Стивен Оутс (8-2)      | PTS6 (6)   | Гарри Вудс (9-5-2)       | Рейтинговый поединок в легчайшем весе.                                                       |
| Марк Рэмси (15-25-4)   | PTS4 (4)   | Томми Пикок (9-1-1)      | Рейтинговый поединок в полусреднем весе.                                                     |
| Пол Халпин (6-0-1)     | PTS4 (4)   | Питер Бакли (25-99-6)    | Рейтинговый поединок в полулёгком весе.                                                      |
| Фроде Стейнсвик (1-0)  | TKO2 (4)   | Дин Эштон (5-9-2)        | Рейтинговый поединок в первом тяжёлом весе.                                                  |
| Патрик Халберг (4-0)   | PTS4 (4)   | Гари Уильямс (7-32-4)    | Рейтинговый поединок в тяжёлом весе.                                                         |

## После боя. Братья Кличко и титул WBO
После этого поражения карьера Хайда пошла на спад. Он сделал двухлетний перерыв в карьере, и вернулся в профессиональный бокс в июле 2001 года, до декабря 2007 года он провёл ещё одиннадцать рейтинговых поединков, в двух из которых потерпел досрочные поражения от малоизвестных оппонентов — 22 сентября 2001 года его победил техническим нокаутом замбийцу Джозефу Чингангу (18-4) и 12 марта 2004 года Хайд отказался продолжать поединок против литовца Миндаугаса Куликаускаса (3-6-2). В сентябре 2007 года Херби вновь вышел на титульный поединок, его соперником стал непобеждённый россиянин Михаил Насыров, а на кону стоял вакантный титул интернационального чемпиона в первом тяжёлом весе по версии WBC. Поединок завершился победой Хайда техническим нокаутом в 6-м раунде. После этой победы Херби Хайд провёл три успешные защиты титула, а затем выиграл ещё в пяти рейтинговых поединках. Свой последний поединок Хайд провёл в апреле 2010 года.
После победы над Хайдом, Виталий Кличко в том же году провёл две успешные защиты титула, победив американских боксёров Обеда Салливана (34-5-1) и Эда Махоуна (21-0-2). Однако уже в следующем своём поединке, который состоялся 1 апреля 2000 года, Виталий из-за травмы проиграл американцу Крису Бёрду (30-1), отказавшись продолжать поединок после 9-го раунда. В том же году Бёрд провёл свою первую защиту титула против младшего брата Виталия — Владимира Кличко (34-1). Поединок проходил с преимуществом Владимира и завершился его победой единогласным судейским решением. Кличко-младший владел этим титулом до 2003 года, пока не проиграл его южноафриканскому боксёру Корри Сандерсу (38-2). В следующем году Владимир вновь попытался завоевать титул, который к тому времени стал вакантным, но проиграл американцу Лаймону Брюстеру (29-2).
В 2006 году во втором поединке против Криса Бёрда, Владимир завоевал титул чемпиона по версиям IBF и IBO, а в 2008 году провёл поединок за объединение чемпионских титулов с тогдашним чемпионом по версии WBO Султаном Ибрагимовым. Этот поединок продлился 12 раундов и завершился победой украинца единогласным судейским решением. Владимир Кличко продолжал владеть титулом WBO до ноября 2015 года, и утратил его, проиграв британцу Тайсону Фьюри (24-0).